# Col·lecció de mòmies del Museu Nacional del Brasil
La Col·lecció de mòmies del Museu Nacional del Brasil és un conjunt de mòmies d'Amèrica del Sud i civilitzacions egípcies, que formaven part del Museu Nacional del Brasil abans de l'incendi que el va destruir del 2018.
| Imatge | Nom                                         | Origen          | Data                   | Notes |
| ------ | ------------------------------------------- | --------------- | ---------------------- | --- |
|        | Cap humà d'home momificat                   | Egipte          | 1550-1070 a.C.         | Nou Regne. Home, 25-45 anys. |
|        | Cap momificat                               | Egipte          | 1000 a.C.              | Cap momificat cobert de resina negra i embolicat amb tires de lli. |
|        | Taüt amb ibis momificat                     | Egipte          | c. 332 a.C.            | Període ptolemaic. |
|        | Taüt en forma de falcó amb la seva mòmia    | Egipte          | c. 665 a.C.            | Període tardà. |
|        | Taüt en la forma d'un gat amb la seva mòmia | Egipte          | c. 332 a.C.            | Període ptolemaic. |
|        | Crani momificat                             | Egipte          | 1000 a.C.              | Període romà. |
|        | Fragment de mòmia encartronada              | Egipte          | c. 30 a.C. - 641 d.C.  | Període romà. |
|        | Gat momificat                               | Egipte          | Segle I a.C.           | Període romà. |
|        | Gat momificat                               | Egipte          | c. 30 a.C.             | Període ptolemaic o romà. |
|        | Mòmia de Harsiese                           | Egipte          | c. 1070-664 a.C.       | Tercer període intermedi, dinasties XXI/XXVI. |
|        | Mòmia d'un nen                              | Egipte          | c. 30 a.C. - 395 d.C.  | Període romà. |
|        | Mòmia d'una dona ("Princesa Kherima")       | Egipte          | 1st-3rd centuries d.C. | Període romà. |
|        | Cocodrils momificats                        | Egipte          | c. 332-30 a.C.         | Període romà o ptolemaic. |
|        | Peu dret momificat                          | Egipte          | 1000 a.C.              | Període romà. Peu dret i part de la cama, embolicat amb tires de lli. |
|        | Peu esquerra momificat                      | Egipte          | 1000 a.C.              | Període romà. Peu esquerra embolicat amb tires de lli i cobert amb resina marró i una peça encartronada amb un motiu de línies quadrades, lligat probablement amb sàndal. |
|        | Sarcòfag de Sha-amun-en-su                  | Egipte          | c. 750 a.C.            | Tercer període intermedi, dinastia XXIII. |
|        | Noi momificat                               | Xile            |                        | |
|        | Mòmia d'Atacama                             | Xile            |                        | [ 4 ] |
|        | Crani momificat                             | Shuar           |                        | [ 5 ] [ 4 ] |
|        | Mòmia aymara                                | Persones aymara |                        | Home, 30-40 anys. |
|        | Mòmia Chiu Chiu                             | Atacamenha      |                        | Home de 40 anys. Trobada a Chiu Chiu, Xile, a 2.000 metres d'altitud. Sepultura típicament atacamenha, utilitzada al voltant de l'any 2.000 aC.                           |
|        | Dona momificada                             |                 |                        | |